# Actinokentia
Actinokentia, nekadašnji manji rod palmi s Nove Kaledonije. Postoje dvije vrste koje rastu po vlažnim šumama na južnom dijelu otoka.
Danas se vodi kao sinonim za Chambeyronia Vieill.

## Vrste
1. Actinokentia divaricata (Brongn.) Dammer = Chambeyronia divaricata (Brongn.) Hodel & C.F.Barrett
2. Actinokentia huerlimannii H.E.Moore = Chambeyronia huerlimannii (H.E.Moore) Hodel & C.F.Barrett